# Christolea crassifolia
Espèce
Christolea crassifolia est une espèce de plantes de la famille des Brassicaceae.

## Liste des variétés
Selon Tropicos (7 juin 2013) (Attention liste brute contenant possiblement des synonymes) :
- variété Christolea crassifolia var. pamirica (Korsh.) Korsh.